# Société de radiodiffusion de Chypre
La Société de radiodiffusion de Chypre (en grec : Ραδιοφωνικό Ίδρυμα Κύπρου, ΡIK ou Radiofoniko Idryma Kyprou, RIK, en turc : Kıbrıs Radyo Yayın Kurumu ou encore en anglais : Cyprus Broadcasting Corporation, CyBC) est le service de la radiodiffusion publique de Chypre. La RIK commença à fonctionner en radio en 1953 et en télévision en 1957. Elle opère trois chaînes de télévision dont une par satellite pour l’étranger et quatre stations de radio. Elle transmet des programmes et des informations en grec, turc, anglais et dans une moindre mesure en arménien et en arabe.
Elle fait partie de l'Union européenne de radio-télévision depuis le 1er janvier 1964 et a été un actionnaire fondateur d'Euronews en 1993.

## Services

### Radio
La RIK diffuse quatre stations de radio. Les quatre stations (première, deuxième, troisième et quatrième) sont diffusés dans différentes langues. 
- Premier programme (Α' Πρόγραμμα) : radio généraliste transmettant 24 heures sur 24 des programmes d'information, d'éducation, des programmes culturels, des programmes pour les enfants et les jeunes adultes, d'histoire et de tradition ainsi que des programmes de musique classique, moderne et traditionnelle. Depuis le 27 juin 1999 CyBC transmet un programme spécial pour les Maronites, intitulé 'La voix de Maronites'. En outre, un programme spécial pour la communauté latine a débuté le 13 novembre 1999. Le Premier Programme émet sur 963, 693, 558 kHz en AM et 97.2, 90.2, 93.3 et 91.4 MHz en FM.

- Deuxième programme (Β' Πρόγραμμα) : cette station, diffuse des programmes en diverses langues 24 heures sur 24 : en turc pour les Chypriotes turcs (06 h 00-17 h 00), en arménien pour les Arméniens (17 h 00-18 h 00) et en anglais pour les visiteurs étrangers et les résidents permanents non hellénophones (de 18 h 00 à 06 h 00). La transmission aux Chypriotes turcs vise à maintenir la communication avec eux. Parmi les autres programmes, trois bulletins de nouvelles sont diffusés chaque jour (à 07h30, 13h15 et 18h50). Les programmes de langue anglaise sont principalement consacrés au divertissement, à la musique et à la culture, en mettant l'accent sur les questions nationales et la promotion du patrimoine culturel. Trois bulletins de nouvelles en anglais sont diffusés chaque jour (à 13h30, 20h00 et 22h00). Le deuxième Programme émet sur 91.1, 94.2 et 97.9 MHz en FM. La station peut également être entendue sur Hellas-Sat en Afrique, en Europe et au Moyen-Orient.

- Troisième programme (Γ' Πρόγραμμα) : radio de divertissement et d'information

- Quatrième programme (Δ' Πρόγραμμα) : radio diffusant de la musique adulte-contemporain.

- Service extérieur : destiné aux expatriés chypriote grec.

### Télévision
La RIK exploite 2 chaînes nationales et un service international qui visent la diaspora chypriote :
- RIK 1 présente un programme généraliste avec journaux télévisés en grec, programmes politiques, financiers, sociaux et culturels ainsi que les dernières nouvelles de sports. Parmi ses programmes, on trouve aussi des documentaires et longs métrages, des opéras, concerts, ballets, spectacles de théâtre et des programmes de la culture.

- RIK 2 comporte principalement des divertissements chypriote et séries étrangères, des longs métrages de haute qualité, des films de télévision étrangers, de la musique et des programmes destinés aux enfants. Elle diffuse également des informations en grec, turc et anglais. Depuis 1993, PIK2 rediffuse quotidiennement une partie du programme Euronews (environ 80 heures par semaine).

- RIK Sat est la chaîne internationale de RIK TV qui diffuse les programmes de RIK en Europe, en reprenant les programmes de RIK 1 et RIK 2. En mai 2011, il est officiellement lancé en Amérique du Nord en service payant via la plateforme Home2US.

## Identité visuelle (logo)

Logo de 2000 à 2008.
Logo du 29 janvier 2015 à 2017.
Logo depuis 2017.